# Purgine János
Purgine János, SJ (Nagyszombat, 1719. május 15. – Nagyszombat, 1748. június 13.) jezsuita áldozópap és tanár.

## Életútja
1739. október 18-án lépett a jezsuita rendbe. A grammatikai és humaniorák osztályában Nagyszombatban tanított és ugyanott egy évig teológiát tanult. Ő írta az első magyar tudományos művet a Felvidéken, mely az elektromosságról szól és amelyben az elektromos jelenségeket ismertette hexameteres versek formájában, képekkel illusztrálva.

## Munkája
- De vi electrica carmen didacticum. Nagyszombat, 1746 (versben)